# Siemens ES64U2
Lokomotiva typu Siemens ES64U2 je univerzální střídavá elektrická lokomotiva s asynchronními motory konstruovaná na bázi EuroSprinter, nasazená z počátku jako řada 1016 a 1116 Rakouskými spolkovými drahami (ÖBB) pod ochrannou známkou (Taurus). Mechanická část této lokomotivy se stala základem typu ES64U4.

## Vznik a vývoj

### Okolnosti vzniku

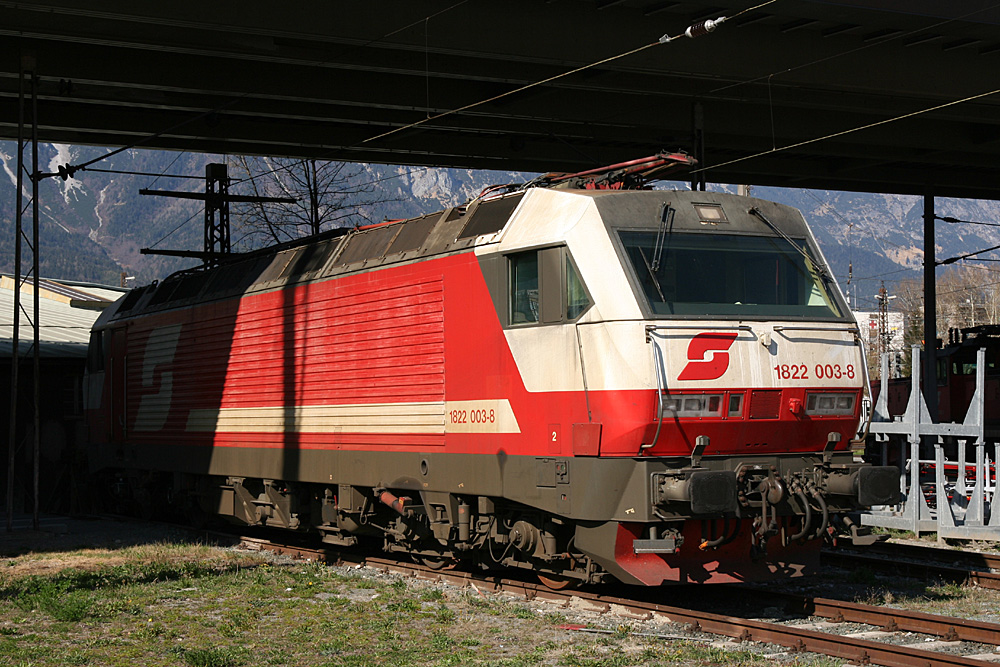
Na řadě 1822 si ÖBB prvně vyzkoušely pohon asynchronními motory

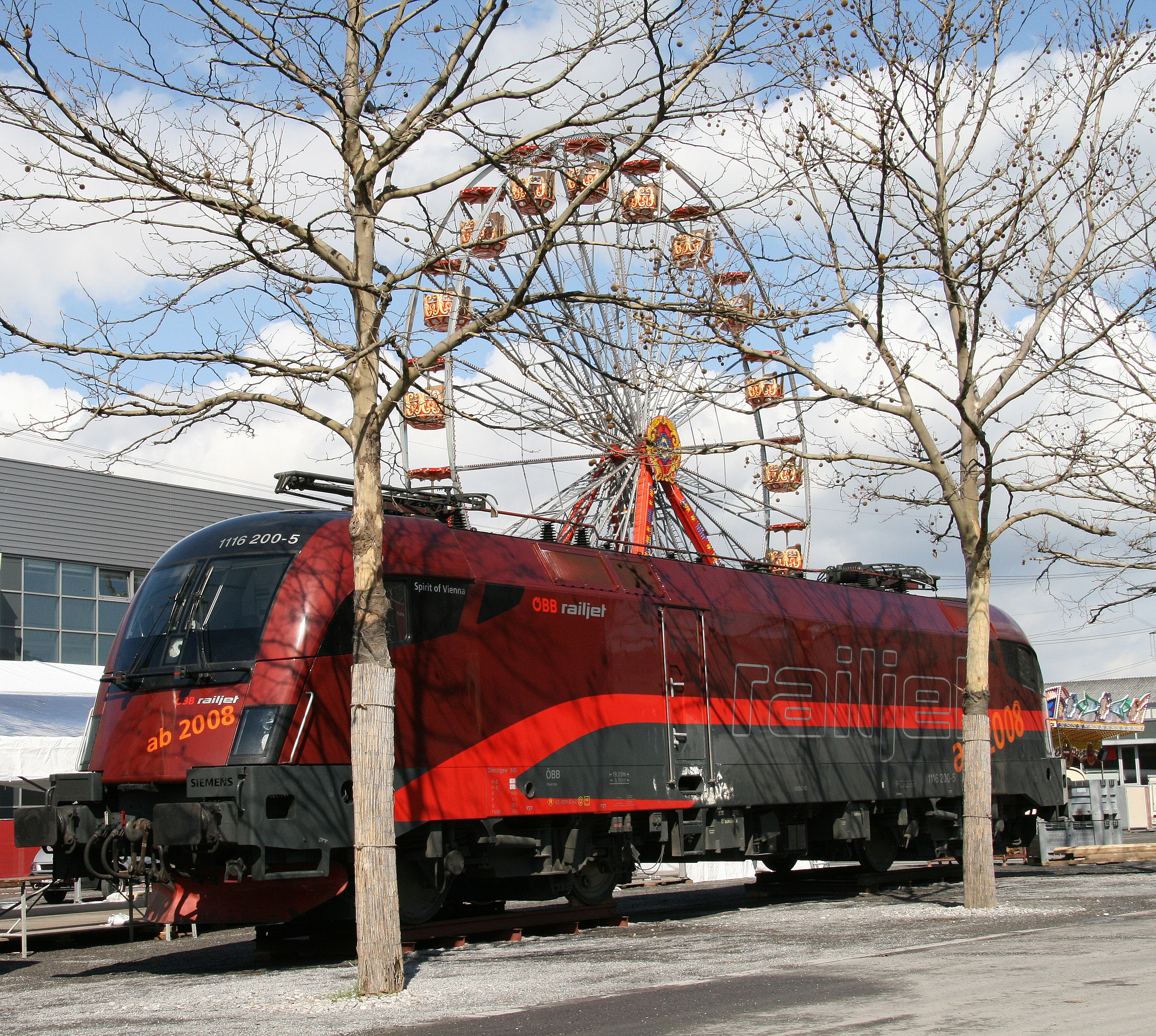
ÖBB řada 1116 pro soupravu Railjet

V polovině 90. let 20. století byl vozidlový park ÖBB již silně zastaralý – některé řady vozidel, jmenovitě 1010, 1110, 1040 i další odpovídaly stavu techniky 40. a 50. let. ÖBB sice až do roku 1995 pořizovaly nové elektrické lokomotivy řady 1044, ale tato vozidla s kompaudními motory již také neodpovídala tehdejšímu stavu techniky. Již v roce 1987 nastal v oboru elektrické trakce zlom dodáním série lokomotiv řady 120 DB s asynchronními trakčními motory.
Toho všeho si byli představitelé ÖBB vědomi, proto zadali vývoj lokomotiv řad 1012, 1014 a 1822 a asynchronními pohony. Z různých důvodů vznikly tehdy tři různé typy lokomotiv namísto jednoho univerzálního. V případě 1012 hrála roli příliš vysoká cena – 70 mil. ATS (asi 5,1 mil. EUR), u řady 1822 technické komplikace a nejasná koncepce využití a u ř. 1014 příliš nízký výkon - pouhé 3 MW.

### Vznik a vývoj
Z uvedených důvodů ustanovily ÖBB v červnu 1996 projektovou skupinu, která měla vytvořit koncepci nových elektrických hnacích vozidel. V prosinci byla zveřejněna zadávací dokumentace a do února 1997 měly být předloženy nabídky. Tou dobou již bylo zřejmé, že kontrakt bude rozdělen na dvě části – na jedno- a dvoufrekvenční lokomotivy. Přihlásilo se šest zájemců:
- ADtranz
- Siemens
- Ansaldo
- Konsorcium GEC Alsthom a ELIN
- Konsorcium Siemens a Adtranz (bývalá pracovní skupina 1012, tehdy ještě s firmou ELIN, která záhy vystoupila)
- Konsorcium SLM a Adtranz

Po vícerých diskusích a jednáních byly z cenových důvodů zamítnuty nabídky SLM, Ansaldo a pracovní skupiny 1012. Např. nabídka SLM se tehdy pohybovala kolem 60 mil. ATS (cca 4,38 mil. EUR).
Zbylé nabídky byly porovnány bodovým systémem, přičemž v prvním kole vítězila nabídka GEC-Alsthom pro dvoufrekvenční lokomotivy a Adtranz pro jednofrekvenční lokomotivy. Obě nabídky v tomto kole předčily nabídku Siemens. V červenci 1997 byli tito tři potenciální dodavatelé vyzváni ÖBB k předložení konečných nabídek. Zakázka byla zadaná ještě týž měsíc, a to firmě Siemens, jejíž nabídka byla o 0,8 % levnější, než nabídka Adtranz a mnohem levnější, než Alsthom. ÖBB tak objednaly 50 jednofrekvenčních a 25 dvoufrekvenčních lokomotiv s opcí na dalších 325 dvoufrekvenčních. Cena jedné lokomotivy tak vyšla na 2,63 mil. EUR, celková hodnota kontraktu činila 2,7 mld. ATS.
První Taurus byl ÖBB oficiálně představen 12. července 1999 u firmy Krauss-Maffei v Mnichově - Allachu. Od ledna 2000 bylo postupně nasazeno do zkušebního provozu po šesti strojích od obou typů. 18. ledna 2001 vydal rakouský drážní úřad typové schválení pro řady 1016 a 1116.
V Německu byly lokomotivy schváleny EBA již v červnu 2000. Přesto se nasazení v Německu neobešlo bez problémů. 19. července 2000 pozoroval strojvůdce nákladního vlaku na lokomotivě ř. 1016, že se před vlakem neuzavřel přejezd. Tato událost nezůstala ojedinělá, došlo k dalším nepravidelnostem. Proto byl 3. srpna provoz řady 1016 na síti DB Netz zakázán. Příčiny se podařilo objevit a odstranit, takže již 5. září mohl být zákaz zrušen.
Ve dnech 11. – 17. března 2001 bylo uskutečněno s řadou 1116 celkem 903 zkušebních jízd pro schválení na švýcarské železniční síti.

## Popis

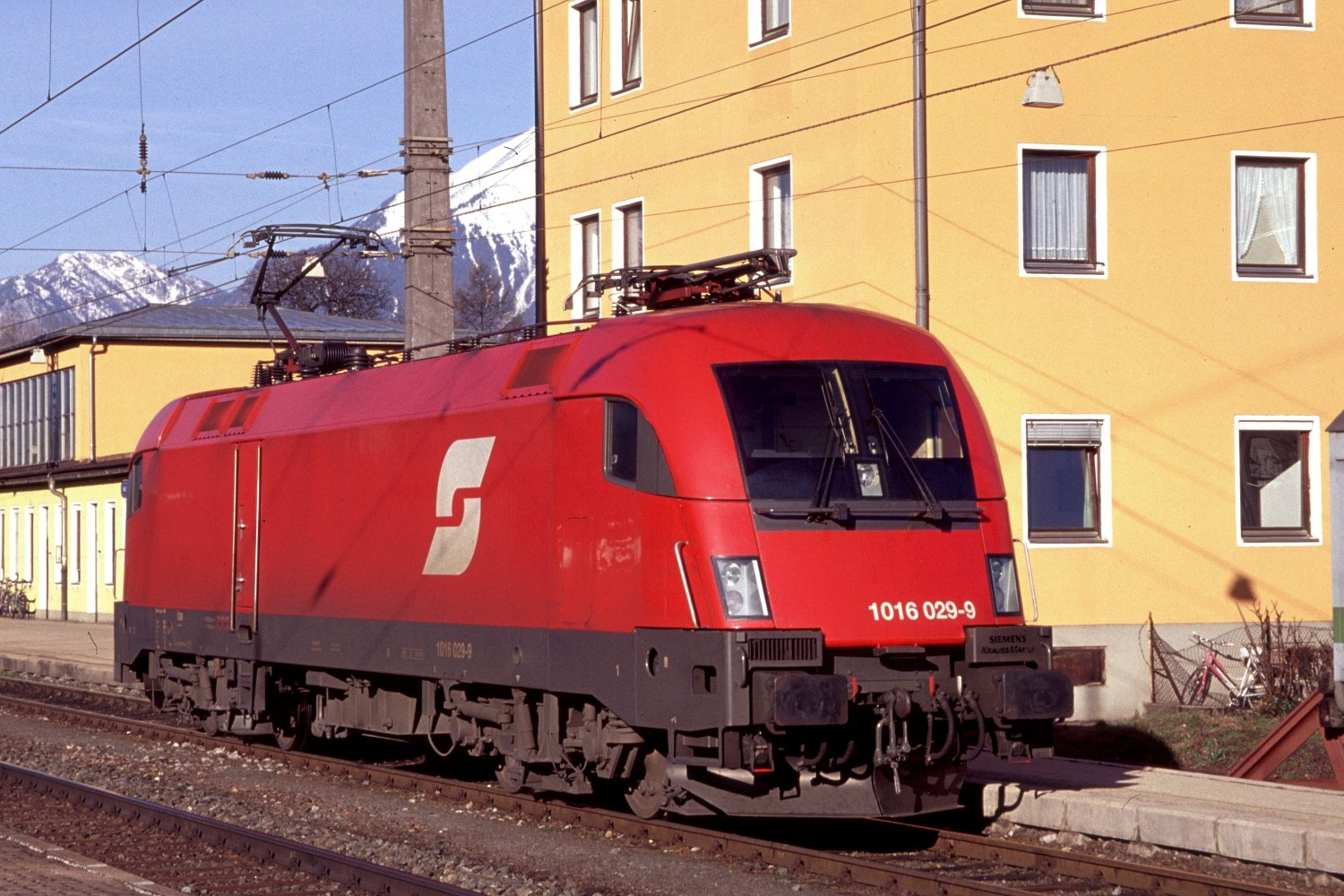
»Taurus« ve stanici Hall in Tirol

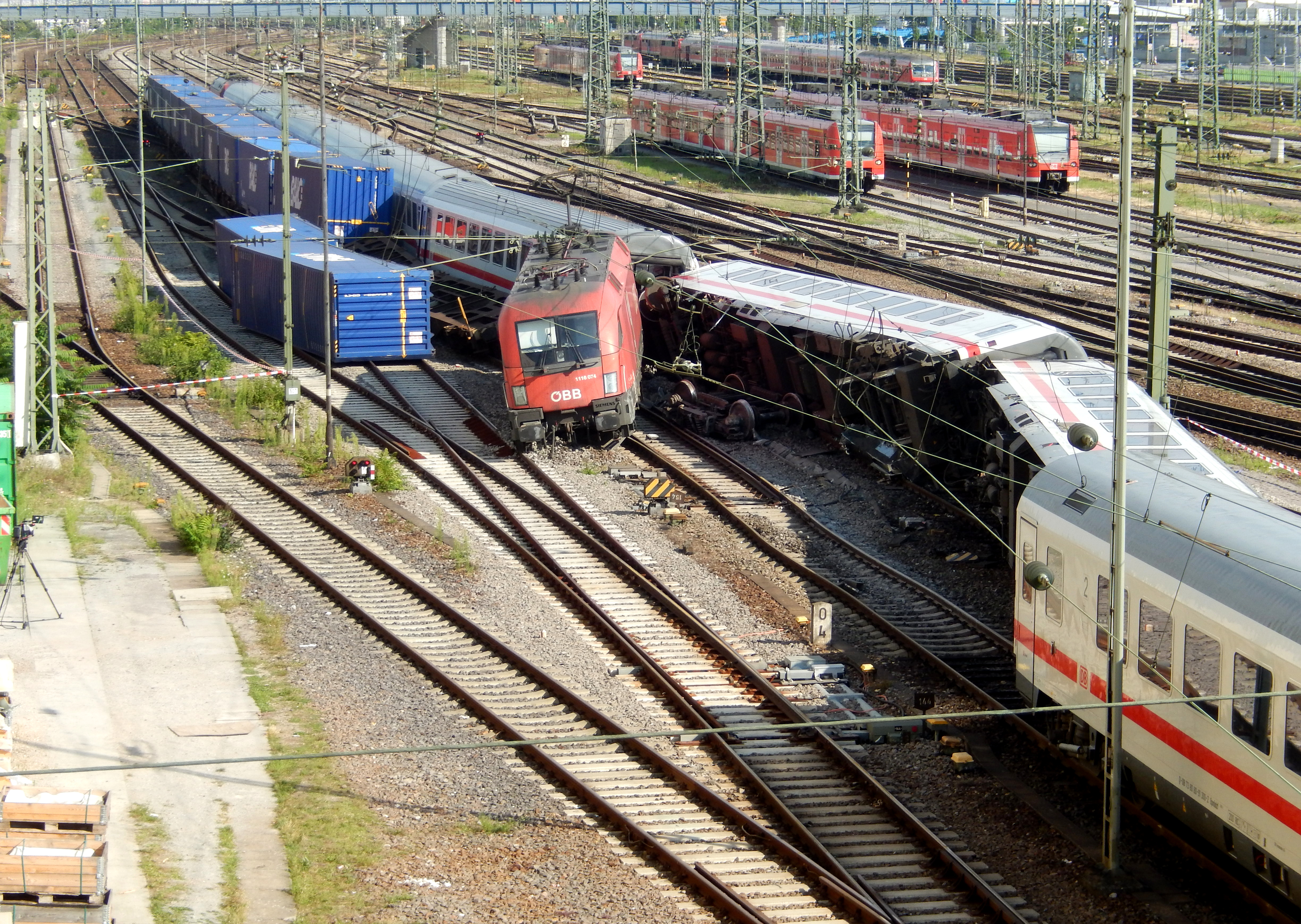
Vykolejený stroj 1116.074 v Mannheimu

Lokomotiva typu ES64U2 je univerzální lokomotiva pro napájecí systém 15 kV (pouze 50 kusů ÖBB řady 1016). Patří do skupiny lokomotiv prezentovaných firmou Siemens pod označením EuroSprinter. Jejími předchůdci byly lokomotivy řad 152 a 120 DB, resp. DB AG.
Střecha lokomotivy je osazena dvěma polopantografovými sběrači. Skříň lokomotivy je provedena s hladkými bočnicemi, bez oken v oblasti strojovny. Strojovna je přístupná z vnějšku jednokřídlými dveřmi v každé bočnici. Přístup na stanoviště strojvedoucího je umožněn pouze skrz strojovnu (na rozdíl od ES64U4). Pojezd lokomotivy je charakteristický dvounápravovými podvozky s oddělenými rychloběžnými hřídeli s brzdícími kotouči – tzv. Hohlwellen-Antrieb mit Bremswelle (HAB), česky pohon dutým hřídelem s brzdícím hřídelem. Dále je pro tento typ podvozku typické vedení dvojkolí trojúhelníkovitými ojničkami.
Asynchronní trakční motory jsou napájeny z měničů osazených vodou chlazenými GTO tyristory.

### Emise hluku
Lokomotiva je specifická typickými zvuky při rozjezdu.
 Zvuk taura ÖBB při rozjezdu
Z hlediska hudební vědy se zvuk dá popsat takto:
Zvuková frekvence se mění po tónových a půltónových krocích, v rozsahu jedné oktávy a sexty. Je to vzestupná lydická stupnice vycházející od tónu F. Kdyby se vzal za výchozí konečný (vrchní) tón, jednalo by se o dórskou stupnici se základním tónem D.
Novější typ ES64U4 (ÖBB 1216) má již odlišnou regulaci trakce s IGBT tranzistory, takže se hudebně neprojevuje.

## Služba

### Lokomotivy ÖBB
Lokomotivy ÖBB nesou název Taurus (latinsky býk – mytologický symbol síly). Tento název je ochrannou známkou ÖBB, nazývat takto lokomotivy jiných vlastníků, jak se obvykle děje, není zcela správné. ÖBB si pořídily celkem 50 lokomotiv řady 1016 a 282 strojů řady 1116. Díky dodávkám těchto lokomotiv mohly být do roku 2003 zcela vyřazeny z provozu lokomotivy řad 1110, 1010, 1040, 1041 a 1141.
V létě 2008 byly mnohé z těchto lokomotiv opatřeny reklamními potisky při příležitosti Mistrovství Evropy ve fotbale 2008 s motivy fotbalistů a vlajek zúčastněných zemí.
Některé lokomotivy ř. 1116 byly upraveny pro provoz s vysokorychlostními taženými soupravami Railjet, se kterými poprvé využily svoji konstrukční rychlost 230 km/h. Úpravy spočívaly především v částečném zakrytí spodku a v přizpůsobení nátěru těmto soupravám.
Lokomotivy ř. 1116 jsou také pronajímány dceřiným firmám DB AG pro provoz IC-vlaků, autovlaků i nákladních vlaků.

### Provoz v ČR
Lokomotivy jsou od prosince 2009 schváleny Drážním úřadem pro provoz na tratích Břeclav st. hr. – Břeclav, H. Dvořiště – Č. Budějovice a Šatov – Znojmo. V osobní dopravě zajíždějí tyto lokomotivy na území ČR na všech jmenovaných tratích převážně s vratnými soupravami osobních vlaků ÖBB.

### Lokomotivy DB AG
V roce 2001 odmítly rakouské úřady schválení lokomotiv řady DBAG řada 152 v Rakousku kvůli vysokým příčným silám. Z toho důvodu změnily DB AG objednávku posledních 25 kusů řady 152 na 25 kusů typu ES64U2 – ř. 182, která odpovídá rakouské řadě 1116.
V červenci 2001 byla první lokomotiva předána DB Cargo.
U DB AG byly lokomotivy spolu s řadou 152 přiděleny skupině Railion (dnes DB Schenker Rail). Tak se nejrychlejší lokomotivy DB AG ocitly v oblasti, kde nebyly využité. V letech 2009 – 2010 vzniknul dočasný nedostatek lokomotiv ve vozbě IC vlaků, takže byla využita řada 182. Nejednalo se však o vlastní lokomotivy, ale o pronajaté od MRCE Dispolok.

Jako následek krize v roce 2009 vzniknul přebytek lokomotiv v nákladní dopravě. Navíc byla v Rakousku schválena řada 185, takže původní důvod pořízení lokomotiv ř. 182 pominul. DB Regio proto zvážilo a vyzkoušelo použití těchto lokomotiv v osobní dopravě. Od prosince 2010 má jezdit 22 lokomotiv na lince S1 drážďanské S-Bahn a na trase Eisenach – Erfurt – Halle (Saale). 

### Maďarsko
Maďarské státní dráhy (MÁV) vlastní 10 dvoufrekvenčních lokomotiv označených řadou 1047. Dalších 5 stejných strojů vlastní společnost GySEV. Pro odlišení jsou označeny řadou 1047.5

### Lokomotivy ostatních dopravců
60 lokomotiv patří Dispolok-poolu (dříve Siemens, nyní MRCE) a jsou pronajímány různým dopravcům – např. NetLog/boXXpress, Hupac AG, R4C, RAG Bahn und Hafen a TX Logistik. Také DB Fernverkehr si pronajímá tyto stroje u MRCE (řada 117). Další dvě lokomotivy vlastní Mittelweserbahn.

### Odvozené typy
Mechanická část lokomotivy ES64U2 se stala spolu s elektrickou částí typu ES64F4 základem nové lokomotivy označené ES64U4.